# Adam Yakubu
Adam Mustapha Yakubu (Jos, 1º febbraio 2005) è un calciatore nigeriano, centrocampista dell'AS Trenčín.

## Carriera
Ha iniziato a giocare a calcio con l'Adamawa United, con cui ha debuttato nella massima divisione nigeriana nella stagione 2019-2020. Nel marzo del 2021 è passato all'Akwa Utd e nel settembre dello stesso anno ha firmato con il Plateau Utd.
Il 2024 è approdato in Europa dove ha firmato con gli slovacchi dell'AS Trenčín. Ha debuttato il 23 novembre nell'incontro di Superliga perso 6-1 contro il Banská Bystrica.

## Statistiche

### Presenze e reti nei club
Statistiche aggiornate al 15 febbraio 2025.
| Stagione              | Squadra               | Campionato            | Campionato | Campionato | Coppe nazionali | Coppe nazionali | Coppe nazionali | Coppe continentali | Coppe continentali | Coppe continentali | Altre coppe | Altre coppe | Altre coppe | Totale | Totale | Totale |
| Stagione              | Squadra               | Comp                  | Pres       | Reti       | Comp            | Pres            | Reti            | Comp               | Pres               | Reti               | Comp        | Pres        | Reti        | Pres   | Reti   |        |
| --------------------- | --------------------- | --------------------- | ---------- | ---------- | --------------- | --------------- | --------------- | ------------------ | ------------------ | ------------------ | ----------- | ----------- | ----------- | ------ | ------ | ------ |
| 2019-2020             | Adamawa United        | PL                    | 14         | 2          | CN              | 0               | 0               | -                  | -                  | -                  | -           | -           | -           | 14     | 2      |        |
| 2020-mar. 2021        | Adamawa United        | PL                    | 8          | 0          | CN              | 0               | 0               | -                  | -                  | -                  | -           | -           | -           | 8      | 0      |        |
| Totale Adamawa United | Totale Adamawa United | Totale Adamawa United | 22         | 2          |                 | 0               | 0               |                    | -                  | -                  |             | -           | -           | 22     | 2      |        |
| mar.-set. 2021        | Akwa Utd              | PL                    | 10         | 0          | CN              | 0               | 0               | -                  | -                  | -                  | -           | -           | -           | 10     | 0      |        |
| 2021-2022             | Akwa Utd              | PL                    | 23         | 3          | CN              | 0               | 0               | CCL                | 2                  | 0                  | -           | -           | -           | 25     | 3      |        |
| Totale Akwa United    | Totale Akwa United    | Totale Akwa United    | 33         | 3          |                 | 0               | 0               |                    | 2                  | 0                  |             | -           | -           | 35     | 3      |        |
| 2022-2023             | Plateau Utd           | PL                    | 12         | 1          | CN              | 0               | 0               | CCL                | 2                  | 0                  | -           | -           | -           | 14     | 1      |        |
| 2023-2024             | Plateau Utd           | PL                    | 33         | 2          | CN              | 0               | 0               | -                  | -                  | -                  | -           | -           | -           | 33     | 2      |        |
| Totale Plateau United | Totale Plateau United | Totale Plateau United | 45         | 3          |                 | 0               | 0               |                    | 2                  | 0                  |             | -           | -           | 47     | 3      |        |
| 2024-2025             | AS Trenčín            | SL                    | 5          | 0          | CS              | 1               | 0               | -                  | -                  | -                  | -           | -           | -           | 6      | 0      |        |
| Totale carriera       | Totale carriera       | Totale carriera       | 105        | 8          |                 | 1               | 0               |                    | 4                  | 0                  |             | -           | -           | 110    | 8      |        |